# Dixella nigra
Dixella nigra är en tvåvingeart som först beskrevs av Rasmus Carl Staeger 1840.  Dixella nigra ingår i släktet Dixella och familjen u-myggor. Arten är reproducerande i Sverige. Inga underarter finns listade i Catalogue of Life.